# Sicydium daviliae
Sicydium daviliae är en gurkväxtart som beskrevs av R. Lira. Sicydium daviliae ingår i släktet Sicydium och familjen gurkväxter. Inga underarter finns listade i Catalogue of Life.